# 姚哲
姚哲（1418年—？），字文明，浙江杭州府海寧縣人，軍籍。明朝政治人物。進士出身。

## 生平
浙江鄉試第三十名。正統十年（1445年）乙丑科會試九十八名，殿試登進士第三甲第九十二名。

## 家族
曾祖姚士良。祖父姚埜遜。父亲姚禮。